# Anfiteatro Washington "Canario" Luna
El Anfiteatro Washington "Canario" Luna es un espacio de recreación y promoción cultural uruguayo que se encuentra en el Barrio Pérez Castellanos de la ciudad de Montevideo, Uruguay.
Sus instalaciones se ubican en Av. Dámaso A. Larrañaga esq. Ing. José Serrato, próximo a otros atractivos de la zona como el Antel Arena o el Nuevocentro Shopping. En el predio se realizan presentaciones de carnaval, Shows musicales y festivales de diferente índole, así como talleres y otro tipo de presentaciones. También se realizan transmisiones en la radio Barrio y Cultura, administrada por los mismos vecinos.

## Historia
El anfiteatro tiene sus raíces en una propuesta vecinal que fue posteriormente votada para el Presupuesto Participativo 2006, herramienta por la que los ciudadanos pueden proponer y optar por obras locales impulsadas por ellos mismos. Por su parte, la denominación del escenario abierto es en homenaje a Washington Luna, más conocido como el Canario Luna, cantante uruguayo de murga y tango que además fue una de las máximas figuras históricas del carnaval uruguayo, y vivió en el barrio vecino de Villa Española.
El espectáculo inaugural fue el 23 de enero de 2010, con la asistencia gratuita de 1.500 vecinos y con la presencia de diferentes autoridades locales y departamentales. La gestión del lugar está a cargo de una comisión voluntaria de vecinos denominada Asociación Civil Barrio y Cultura.
En 2017 se realizaron reformas en sus instalaciones.